# 고진도성
고진도성은 전라남도 진도군 고군면 고성리에 있는 백제시대의 성이다. 2012년 2월 29일 진도군의 향토문화유산(유형유산) 제6호로 지정되었다.

## 개요
진도군 고군면 고성리에 있는 고군성지는 백제의 성곽이다. 고군면 고성리 고군성지 주변의 지형을 보면, 남쪽은 첨찰산, 죽찰산 등 진도에서 가장 높은 산으로 둘러 쌓여 있고 북쪽으로는 용장산성이 있다. 동쪽과 서쪽에는 좁다른 농경지가 형성되어 있다.
특히 동쪽에는 해남 쪽으로 돌출한 원포리를 중심으로 내만된 해안이 형성되어 있는데, 현재 원포리와 내산리 사이에는 방조제가 축조되어 논으로 경작되고 있다. 이곳은 여몽연합군이 삼별초를 토평(討平)할 당시 홍다구(洪茶丘)가 이끄는 좌군의 상륙지점으로 추정되는 곳이다.
고군면 고성리 고군성지는 백제의 성으로서는 드문 정방형의 평지성이다. 현재 북벽의 일부는 고성초등학교와 민가의 담장으로 이용되고 있으며, 높이 3m, 폭 1m, 길이 65m이다. 동․서․남벽은 직사각형의 대형 석재로 축석한 1m 내외의 기단부만 남아있다.
성벽은 협축법(狹築法)에 따라 쌓았는데, 기단부는 1m 내외의 대형 석재를 이용하였고, 상부로 올라갈 수록 30~40cm의 작은 석재를 수직으로 쌓아 올렸다. 이성의 규모는 500×400m정도로 추정된다.

## 같이 보기
- 용장산성
- 삼별초